# My Sweet Home (THE BOOMの曲)
「My Sweet Home」（マイ・スウィート・ホーム）は、日本のロックバンド、THE BOOMが2009年7月22日に発表した31枚目のシングル。

## 概要
復活第2弾シングル。アルバム「四重奏」に先駆けて発売。ミュージック・ビデオを収録したDVD付属の初回限定盤も同時発売された。

## 収録曲
全曲作詞・作曲：宮沢和史
1. My Sweet Home
『恐竜2009-砂漠の奇跡!!』テーマソング
2. 20-twenty
3. My Sweet Home （Instrumental）
4. 20-twenty （Instrumental）